# الم گروو (ویرجینیای غربی)
الم گروو (به انگلیسی: Elm Grove) یک منطقهٔ مسکونی در ایالات متحده آمریکا است که در شهرستان اوهایو، ویرجینیای غربی واقع شده‌است.